# Spoorlijn 98
Spoorlijn 98 was de spoorlijn die Bergen via Warquignies met Quiévrain verbond, de lijn was 23,8 km lang.

## Geschiedenis
De geschiedenis van het ontstaan van de spoorlijnen in de Borinage is complex. Spoorlijn 98 verbond verscheidene reeds bestaande industriële spoorlijnen met elkaar en ontstond in de jaren 1871-1873.
Opheffing reizigersverkeer:
- baanvak Warquignies - Quiévrain: 13 augustus 1961
- baanvak Bergen - Warquignies: 3 juni 1984.

Het baanvak Dour - Quiévrain werd in 1961 buiten dienst gesteld en in 1965 opgebroken.
Het baanvak Cuesmes - Dour werd in de jaren 1990 buiten dienst gesteld en opgebroken in 1996.
Het baanvak Bergen - Cuesmes-État maakt sinds april 1963 deel uit van het nieuwe tracé van lijn 96.

## Huidige toestand
Op de bedding is een RAVeL fiets- en wandelpad aangelegd in beton/asfalt van
Cuesmes tot Quiévrain (21,7 km).

## Aansluitingen
In de volgende plaatsen was er een aansluiting op de volgende spoorlijnen:
Bergen
Spoorlijn 96 tussen Brussel-Noord en Quévy
Spoorlijn 97 tussen Bergen en Quiévrain
Spoorlijn 118 tussen La Louvière-Centrum en Bergen
Cuesmes
Spoorlijn 109 tussen Cuesmes en Chimay
Flénu-Central
Spoorlijn 98E tussen Flénu-Central en Frameries
Spoorlijn 246 tussen Flénu-Central en Levant
Flénu-Produits
Spoorlijn 98B tussen Flénu-Produits en Jemappes
Spoorlijn 102 tussen Saint-Ghislain en Frameries
Pâturages
Spoorlijn 153 tussen Frameries en Pâturages
Warquignies-Formation
Spoorlijn 99 tussen Saint-Ghislain en Warquignies
Spoorlijn 244 tussen Warquignies en Escouffiaux
Dour
Spoorlijn 98A tussen Dour en Roisin-Autreppe
Quiévrain
Spoorlijn 97 tussen Bergen en Quiévrain